# Mitr Chaibancha
Mitr Chaibancha (født 28. januar 1934 - død 8. oktober 1970) var en thailandsk skuespiller. Han medvirkede i 266 film fra 1956 til 1970 og betragtes i dag som et ikon for den thailandske filmindustri.
I løbet af 1960'erne lavede Mitr sammen med skuespillerinden Petchara Chaowarat en række hitfilm. Af de 75 til 100 film produceret hvert år i denne periode, medvirkede Mitr i næsten halvdelen af dem.
Chaibancha's liv fik en tragisk ende den 8. oktober 1970, da han under optagelserne til filmen Golden Eagle (Den gyldne ørn), faldt fra en rebstige på en helikopter og døde da han ramte jorden.Hans død blev fanget på kamera og var kontroversielt inkluderet i den endelige version, da filmen fik premiere samme år. Hvordan det var inkluderet vides ikke, men dvd-versioner af filmen udgivet i årene efter hans død har fjernet øjeblikket hvor Chaibancha falder. I disse versioner viser filmen kun helikopteren flyve op i luften med Chaibancha på rebstigen, hvorefter billedet fryser og noget tekst dukker op på skærmen som hylder ham.